# Angéle de la Barthe
Angéle de la Barthe (c. 1230-1275) fue supuestamente una mujer de Toulouse, Francia, acusada de brujería y condenada a muerte por la inquisición en 1275.
Ha sido popularmente descrita como la primera persona condenada a muerte por hechicería durante las persecuciones de brujas. Los investigadores recientes han probado que su historia y juicio fueron inventados por un escritor del siglo XV.

## Acusación, juicio y ejecución
Fue acusada por el inquisidor Hugues de Beniols (jefe supremo de la inquisición de Toulouse) de haber tenido trato carnal o coito con el diablo y dando como resultado el nacimiento de un monstruo con cabeza de lobo y cola de serpiente. La única comida del monstruo constaba de bebés, que eran asesinados por Angéle de la Barthe o desenterrados de sus tumbas en cementerios remotos. Confesó haberlo alimentado con bebés por dos años, antes de que el monstruo se escapara en medio de la noche. Hugues de Beniols no preguntó si era cierto que durante dos años habían desaparecido un gran número de criaturas. Angéle fue encontrada culpable y quemada viva en la plaza Saint Stephen, en Toulouse.

## Legado
Los eruditos contemporáneos ponen en duda la veracidad de la historia de Angéle de la Barthe, ya que no hay pruebas de su juicio en los registros históricos de Toulouse. Además, en 1275 el trato con los demonios no era todavía considerado un crimen capital. Finalmente, la crónica del siglo XV de la cual se deriva su historia es considerada ficticia.